# Money for Nothing (film, 1993)
Pour plus de détails, voir Fiche technique et Distribution.
Money for Nothing est un film américain réalisé par Ramón Menéndez, sorti en 1993.

## Distribution
- John Cusack : Joey Coyle
- Michael Madsen : Detective Pat Laurenzi
- Debi Mazar : Monica Russo
- Benicio Del Toro : Dino Pallidino
- Maury Chaykin : Vincente Goldoni
- Michael Rapaport : Kenny Kozlowski
- James Gandolfini : Billy Coyle
- Philip Seymour Hoffman : Cochran
- Fionnula Flanagan : Mrs. Coyle
- Frankie Faison : Madigan
- Elizabeth Bracco : Eleanor Coyle
- Currie Graham : Dunleavy
- Lenny Venito : Steve Hrbek
- Bingo O'Malley : Old Man